# Saskia Sassen
Saskia Sassen (født 5. januar 1947) er en hollandsk-amerikansk sociolog og forfatter, anerkendt for hendes analyser af globalisering og migration verden over. Hun er Robert S. Lynd Professor i Sociologi ved Columbia University og gæsteprofessor ved London School of Economics. Sassen introducerede termen ‘global city’.
Hun er gift med sociologen Richard Sennett.

## Akademiske stillinger
Efter en periode som postdoc ved Center for international Affairs ved Harvard University besad Sassen en række akademiske stillinger i og udenfor USA så som Ralph Lewis Professor i Sociologi ved University of Chicago. Hun er på nuværende tidspunkt en Robert S. Lynd professor i sociologi ved Columbia University og 'Centennial Visiting Professor' i statskundskab ved institut for sociology ved London School of Economics.

## Uddannelse
Fra 1966 studerede Sassen filosofi og statskundskab et år på henholdsvis Université de Poitiers, Frankrig, Universitá degli Studi di Roma og Universidad de Buenos Aires. Fra 1969 studerede hun sociologi og økonomi ved University of Notre Dame, Indiana, hvor hun fik sin M.A. og Ph.D. i henholdsvis 1971 og 1974. Yderligere fik hun i 1974 en grad i filosofi ved Université de Poitiers.

## Biografi
Sassen voksede op i Buenos Aires, Argentina, hvortil hendes forældre Willem Sassen og Miep van der Voort flyttede i 1950. Hendes far var en hollandsk nazi-kollaboratør, en nazi journalist og medlem af Waffen-SS. Saskia Sassen opholdte sig også i Italien i dele af hendes opvækst og hun siger selv hun er ‘opvokset med fem sprog’.

## Arbejde

### Bøger
- The Global City: New York, London, Tokyo (Princeton: Princeton University Press, 1991) 1st ed. ISBN 0-691-07063-6.
- The Mobility of Labor and Capital. A Study in International Investment and Labor Flow (Cambridge: Cambridge University Press, 1988) ISBN 0-521-38672-1.
- Cities in a world economy (Thousand Oaks, Calif. : Pine Forge Press, 2011) updated 4th ed., original 1994; Series: Sociology for a new century, ISBN 1-4129-3680-2.
- Losing control? Sovereignty in An Age of Globalization (New York: Columbia University Press, 1996) Series : University seminars — Leonard Hastings Schoff memorial lectures, ISBN 0-231-10608-4.
- Globalization and its discontents. Essays on the New Mobility of People and Money (New York: New Press, 1998), ISBN 1-56584-518-8.
- Guests and aliens (New York: New Press, 1999) ISBN 1-56584-608-7.
- The global city : New York, London, Tokyo (Princeton : Princeton University Press, 2001) updated 2d ed., original 1991; ISBN 0-691-07063-6.
- Territory, Authority, Rights: From Medieval to Global Assemblages (Princeton: Princeton University Press, May 2006) ISBN 0-691-09538-8. Awards for TAR: Winner of the 2007, Distinguished Book Award, Political Economy of the World-System Section, by ASA; Winner of the 2007 Robert Jervis and Paul Schroeder Best Book Award, International History and Politics section, by APSA
- Elements for a Sociology of Globalization [or A Sociology of Globalization] (W.W. Norton, 2007) ISBN 0-393-92726-1.
- Expulsions: Brutality and Complexity in the Global Economy (Cambridge, MA: Belknap Press, 2014).

### Artikler
- "How Population Lies : True, big cities no longer draw big numbers. But that doesn't mean their power is slipping too.", Newsweek International, July 3–10, 2006.
- "Migration policy: from control to governance : In the United States and Europe alike, immigration policy isn't working -- and the failure is most evident at the crossing-points of the rich and poor worlds, from the Mexican border to the Canary Islands.", openDemocracy (July 13, 2006).
- "The repositioning of citizenship and alienage: Emergent subjects and spaces for politics", Globalizations, volume 2, number 1, (2005), p. 79-94.
- "Regulating Immigration in a Global Age: A New Policy Landscape", Parallax, volume 11, number 1 (2005), p. 35-45.
- "Comment: We seem to have forgotten history", The Guardian (February 26, 2004).
- "Going Beyond the National State in the USA: The Politics of Minoritized Groups in Global Cities", Diogenes, volume 51, number 3 (2004), p. 59-65.
- "The new lords of Africa", in The Guardian July 9, 2003; ; also in Peacework, volume 30, number 338, September 2003, p20-21 Arkiveret 18. november 2007 hos  Wayback Machine, ISSN 0748-0725.
- ""A message from the global south," (Special report: Terrorism in the US), The Guardian (September 12, 2001).
- "Special report: refugees in Britain — Unstoppable immigrants", in The Guardian (September 12, 2000).
- "Home truths: The notion that the west is threatened with mass invasions of immigrants is a myth," (Refugees in Britain: special report), The Guardian (Saturday April 15, 2000).
- "Women's burden : counter-geographies of globalization and the feminization of survival", Journal of international affairs, [New York], volume 53, number 2, p. 504-524 (2000), ISSN 0022-197X.
- Cities : between global actors and local conditions (College Park, MD. : Urban Studies and Planning Program, University of Maryland, c1999) "The 1997 Lefrak monograph".
- "Beyond Sovereignty: De-Facto Transnationalism in Immigration Policy", in European Journal of Migration and Law, volume 1, p. 177-198, 1999; also published as The De-facto Transnationalizing of Immigration Policy (Florence: Robert Schuman Centre at the European University Institute, 1996).
- "Global financial centers", in Foreign affairs, [New York], volume 78, number 1, p. 75-87 (1999), ISSN 0015-7120.
- The De-facto Transnationalizing of Immigration Policy (Florence: Robert Schuman Centre at the European University Institute, 1996); [also published as "Beyond Sovereignty: De-Facto Transnationalism in Immigration Policy", in European Journal of Migration and Law, volume 1, 1999, p. 177-198.]
- Transnational economies and national migration policies (Amsterdam : Institute for Migration and Ethnic Studies, University of Amsterdam, 1996), ISBN 90-5589-038-3.
- "Analytic borderlands : race, gender and representation in the new city", in ed. King, Anthony D., Re-presenting the city : ethnicity, capital, and culture in the 21st-century metropolis (New York : New York University Press, 1996) p. 183-202, ISBN 0-8147-4678-0, ISBN 0-8147-4679-9.
- [with Morita, Kiriro], "The New illegal immigration in Japan 1980-1992", in The international migration review (New York : Center for Migration Studies, 1994), volume 28, number 1, p. 153-163, ISSN 0197-9183.
- [with Smith, Robert] Post-industrial employment and third world immigration : casualization and the New Mexican migration in New York (New York, N.Y. : Columbia University, Institute of Latin American and Iberian Studies, 1991) Series : Papers on Latin America #26.
- New York City's informal economy (Los Angeles, Calif. : University of California Los Angeles, Institute for Social Science Research, [1988?]) Series : ISSR working papers in the social sciences, 1988–89, volume 4, number 9.

### Afhandlinger
- [as Sassen-Koob, Saskia] Non-dominant ethnic populations as a possible component of the U.S. political economy : the case of blacks and Chicanos (Dissertation, Ph.D., University of Notre Dame, 1974).
- [as Sassen-Koob, Saskia] Social stratification, ethnicity and ideology : Anglos and Chicanos in the United States (Thesis, M.A., University of Notre Dame, 1971).

### Interviews
- "OSU//The Interviews//Saskia Sassen", "Open Source Urbanism, November 8, 2013.
- "Saskia Sassen: <\< Los sin poder pueden hacer historia sin tomar el poder >\>", interview with Noemi Lopez Trujillo, Gonzoo, May 18, 2013.
- "Ciudad y frontera", interview, Arquine, April 18, 2013.
- "The Global Street or the Democracy of the Powerless", interview with Lukasz Pawlowski, Kultura Liberalna, February 20, 2012.
- A Theory Talk with Saskia Sassen, Theory Talks, September 6, 2011
- "Much of the global is still dressed in the clothes of the national" Interview with Saskia Sassen by Luis Martin (April 26, 2011)
- "The ideas interview: Saskia Sassen -- John Sutherland meets a social scientist who argues that we need to understand the full complexities and dangers of globalisation.", The Guardian, July 4, 2006.
- Keynote speaker at 2008 Metropolis Congress Arkiveret 24. maj 2009 hos  Wayback Machine in Sydney October 2008. Sassen will address world mayors and industry leaders with her research on the increasing significance of connected relationships between cities in the 21st Century.
- "Redirected power and capital as forces for change" Arkiveret 24. juli 2011 hos  Wayback Machine: Keynote speaker at the 2nd International Holcim Forum for Sustainable Construction – "Urban_Trans_Formation" (Tongji University, Shanghai – April 18–21, 2007), 2nd Day: Friday, April 20, 2007 Arkiveret 17. juli 2012 hos  Wayback Machine.